# Kanadische Badmintonmeisterschaft 1982
Die Kanadische Badmintonmeisterschaft 1982 fand von Ende April bis Anfang Mai 1982 in Regina statt.

## Medaillengewinner
| Disziplin    | Gold                          | Silber                        | Bronze                            |
| ------------ | ----------------------------- | ----------------------------- | --------------------------------- |
| Herreneinzel | Bob MacDougall                | Jamie McKee                   | John Goss                         |
| Herreneinzel | Bob MacDougall                | Jamie McKee                   | Keith Priestman                   |
| Dameneinzel  | Johanne Falardeau             | Claire Backhouse              | Denyse Julien                     |
| Dameneinzel  | Johanne Falardeau             | Claire Backhouse              | Sandra Skillings                  |
| Herrendoppel | Bob MacDougall Mark Freitag   | John Czich Keith Priestman    | Paul Johnson Pat Tryon            |
| Herrendoppel | Bob MacDougall Mark Freitag   | John Czich Keith Priestman    | Denys Martin Francois Landry      |
| Damendoppel  | Wendy Carter Sandra Skillings | Claire Backhouse Debbie Smith | Beverley Suits Denyse Julien      |
| Damendoppel  | Wendy Carter Sandra Skillings | Claire Backhouse Debbie Smith | Johanne Falardeau Linda Cloutier  |
| Mixed        | Bob MacDougall Wendy Carter   | Paul Johnson Claire Backhouse | Mike Butler Linda Cloutier        |
| Mixed        | Bob MacDougall Wendy Carter   | Paul Johnson Claire Backhouse | Jeff Goldsworthy Sandra Skillings |